# Haralur Nagenahalli, Devanahalli
Haralur Nagenahalli là một làng thuộc tehsil Devanahalli, huyện Bangalore Rural, bang Karnataka, Ấn Độ.